# Miloslav Sovadina
Miloslav Sovadina (* 2. ledna 1949 Brno) je český archivář a historik. V letech 1972–2009 pracoval v Okresním archivu v České Lípě.

## Životopis
Narodil se v Brně. Po základní škole absolvoval tamní střední všeobecně vzdělávací školu, na níž maturoval v roce 1967. V letech 1967–1972 vystudoval obor archivnictví na Filozofické fakultě Univerzity Jana Evangelisty Purkyně (dnes Masarykova univerzita) v Brně.
V roce 1972 se přestěhoval do České Lípy, kde získal od 4. července místo v okresním archivu. Krátce poté, v září 1972, nastoupil k základní vojenské službě. Po svém návratu jako odborný archivář prováděl inventarizace fondů finančních úřadů, obcí a zrušených ONV Doksy, Dubá a Jablonné v Podještědí na Českolipsku. V letech 1985–1989 byl v něm zastupujícím ředitelem (ředitelka Jana Blažková byla na mateřské dovolené), i po rezignaci z této funkce v archivu zůstal jako archivář. Podílel se podstatně na úpravě archivních prostor v zámku ve Stvolínkách a později na stěhování okresního archivu do nové budovy, kterou nyní Státní okresní archiv používá. Pro Stvolínky psal kroniku obce. V roce 1988 se rozhodl, že za pomoci spolupracovníků obnoví vydávání sborníku Bezděz. Sestavil jeho první redakční radu a na sedm let se stal jejím předsedou.
Měl hlavní zásluhu na vydání prvního obnoveného sborníku, který byl vydán v roce 1990. Funkci hlavního redaktora předal roku 1995, redaktorem zůstal až do roku 2009.
V roce 1991 se stal jednatelem Vlastivědného spolku Českolipska. Po spojení spolku s Klubem přátel muzea byl v novém výboru členem výboru. Po roce 1990 se stal členem redakční rady a hlavním redaktorem sborníku Bezděz. Funkci hlavního redaktora předal roku 1995, v roce 2005 rezignoval z funkce jednatele spolku, redaktorem zůstal až do roku 2009. Na sklonku roku 2009 ve svých 60 letech se z České Lípy odstěhoval zpátky do Brna.
Region Českolipska dokonale poznal a jako turista celý prochodil. Má zálibu ve fotografování, své fotografie vystavil roku 1995 na své výstavce v českolipském muzeu. Byl znám i jako příznivec motorismu, automobilových závodů. Od roku 1993 byl členem občanského sdružení Drobné památky severních Čech.

### Samostatné publikace
- Dějiny okresního archivu Česká Lípa, Albis International, Ústí nad Labem 1997, ISBN 80-86067-07-6.
- Správní vývoj okresu Česká Lípa od roku 1848 do roku 1990, Česká Lípa, Státní okresní archiv Česká Lípa, l998, ISBN 80-238-3843-1.
- Kravaře v Čechách, Obec Kravaře v Čechách, Kravaře v Čechách 2013, ISBN 978-80-260-4191-7.

### Články a studie
- Lenní listiny biskupa Bruna, Sborník archivních prací, 24, 1974, s. 426 - 460.
- Beneš Krabice z Weitmile a jeho vztah k České Lípě, Českolipsko literární, 2, 1977, s. 15 - 25.
- Ruská vojska na Českolipsku roku 1813. In: Cesty nezapomenuté a nezapomenutelné. Sborník příspěvků k československo-sovětské vzájemnosti na Českolipsku na počest 60. výročí VŘSR. Česká Lípa 1977, s. 25 - 33.
- Vývoj obyvatelstva na okrese Česká Lípa v letech 1850-1980. Z minulosti Děčínska a Českolipska, 4, 1985, s. 113 - 145.
- Záchrana údolí Peklo roku 1881. Památky a příroda, 1986, č. 1, s. 41-43.
- Postoj sudetských Němců k československé pozemkové reformě. In: Vznik a vývoj iredentistických snah německého obyvatelstva v letech 1918-1945, Ústí nad Labem - Litoměřice, 1987, s. 93-103.
- Jablonné v Podještědí. Historický přehled. In: Zdislava z Lemberka, Česká Lípa 1990, s. 39-52.
- Rodina Zdislavy z Lemberka, Časopis Matice moravské, 112, 1993, s. 217-236.
- Tři příspěvky k počátkům města Kravař. Bezděz, 3, 1995, s. 7-24.
- Dvůr Václava I. Sborník archivních prací, 45, 1995, s. 3-40.
- Staré mlýny. (Pověst z Lužických hor). 1. Pověsti v severočeském pohraničí. Bezděz, 4, 1996, s. 87-89. (společně s Ladislavem Smejkalem).
- Ronovci a Žitava ve 13. a v první čtvrtině 14. století. Bezděz, 6, 1997, s. 7-18.
- Rozrod Žitavských Ronovců ve druhé polovině 13. století. Bezděz, 7, 1998, s. 15-34.
- Sloup od pravěku do Bílé hory. In: Sloup v Čechách. Průvodce historií a přírodními krásami obce a okolí. Sloup v Čechách, 1998, s. 14-18.
- Stručný místopis Sloupska. In: Sloup v Čechách. Průvodce historií a přírodními krásami obce a okolí. Sloup v Čechách, 1998, s. 41-46. (společně s Miroslavem Honců).
- Znak města Jablonné v Podještědí. In: Jablonné v Podještědí. Pohledy do minulosti. Jablonné v Podještědí, 1998, s. 56-58.
- Město a jeho sousedé. In: Jablonné v Podještědí. Pohledy do minulosti. Jablonné v Podještědí, 1998, s. 117-122.
- Obecní kroniky na okrese Česká Lípa do roku 1945. Bezděz, 8, 1999, s. 277-293.
- Výroba automobilů Gatter v Zákupech. Bezděz, 9, 2000, s. 177-205.
- Rok vlády Václava III. In: Sto let od narození profesora Jindřicha Šebánka. Sborník příspěvků. Brno 2000, s. 155-167.
- Kdo byl otcem Jindřicha z Lipé. Mediaevalia Historica Bohemica, 7, 2000, s. 91-108, (spolu s Richardem Klosem).
- Pekařské řemeslo na Českolipsku. In: Historie pekárenství v Českých zemích. Ed. Dagmar Broncová, Praha, Milpo Media, 2001, s. 132-135.
- Jindřich z Lipé. I. - První muž království. Časopis Matice Moravské, 120, 2001, č. 1, s. 5-36.
- Jindřich z Lipé. I. - První muž království. (Dokončení). Časopis Matice Moravské, 121, 2002, č. 1, s. 3-32 .
- Iniciativa Zákup ve správní reformě v letech 1848-1850. Bezděz, 11, 2002, s. 121-129.
- Školní kroniky na okrese Česká Lípa, Bezděz, 12, 2003, s. 367-389. (spolu s Jaroslavou Jarolímkovou)
- O hrozných nestvůrách. Bezděz, 12, 2003, s. 443-449.
- Jindřich z Lipé II. - Dominium nostrum atque bona nostra. Časopis Matice Moravské, 122, 2003, č. 1, s. 21-59.
- Tajemný hrad v Lužických horách, Bezděz 13, 2004, s. 5-21. (spolu s Richardem Klosem)
- Spolkové kroniky na okrese Česká Lípa, Bezděz, 13, 2004, s. 263-270. (spolu s Jaroslavou Jarolímkovou)
- O hrozných nestvůrách, Muzejní a vlastivědná práce - Časopis společnosti přátel starožitností, roč. 42 (112), 2004, s.
- Farní kroniky na okrese Česká Lípa, Bezděz, 14, 2005, s. 241-263. (spolu s Jaroslavou Jarolímkovou)
- Jindřich z Lipé. Zvláštní otisk z Časopisu Matice moravské roč. 120 (2001), 121 (2002) a 122 (2003), Brno, Matice moravská, 2005, 59 s.
- Eine geheimnisvolle Burg in den Lausitzer Bergen, Oberlausitzer Heimatblätter, 5, 2005, s. 32-47. (spolu s Richardem Klosem)
- Stopami vlastivědy. Čtyřicet let činnosti Klubu přátel muzea, Bezděz 16, 2007, s. 191-214 (spolu s Ladislavem Smejkalem)
- Vlastivědný sborník Bezděz a jeho přínos k regionální vlastivědě, Bezděz, 20, 2011, s. 203-218.
- Vznik vlastivědného spolku Nordböhmischer Excursions-Club, Bezděz 23, 2014, s. 81–104.
- Vlastivědný časopis Mitteilungen des nordböhmischen Exkursions-Klubs v historickém přehledu, Bezděz 25, 2016, s. 69–88.
- Jak dál ve vlastivědné práci, Bezděz 25, 2016, s. 5–11.
- Redaktor Karl Zimmermann, Bezděz 27, 2018, s.55–92.
- Nordböhmischer Excursions-Club. Stručný nástin historie a činnosti spolku v letech 1878–1938, in: Nordböhmischer Excursions-Club a 140 let vlastivědné práce na Českolipsku, Vlastivědný spolek Českolipska, Česká Lípa 2018, s. 9–63.
- Vlastivědná práce na Českolipsku v letech 1945–1990, tamtéž, s. 99–141 (s Ladislavem Smejkalem).
- Historie Vlastivědného spolku Českolipska, tamtéž, s. 145–166 (s Jaroslavem Panáčkem).
- Třicet let Vlastivědného spolku Českolipska, Časopis Společnosti přátel starožitností, roč. 129, 2021, č. 3, s. 180–189.
- Hynek z Dubé (1276–1309), Bezděz, 32, 2023, s. 9–33.
- Úřad maršálka do počátku 14. století, Sborník archivních prací, roč. 73, 2023, č. 2, s. 295–321.

### Bibliografické soupisy
- Bibliografie časopisu Bezděz 1930-1948, Česká Lípa, Státní okresní archiv 1992 (spolu s Monikou Polcarovou)
- Bibliografie historicko-vlastivědných článků publikovaných v okresních novinách Nástup 1960- 1990. Česká Lípa, Státní okresní archiv, 2001 (spolu s Monikou Polcarovou)
- Bibliografie historicko-vlastivědné literatury okresu Česká Lípa za rok 2000–2008. Česká Lípa, Státní okresní archiv, 2001–2009 (2008 spolu s Petrem Kozojedem)
- Bibliografie vlastivědného sborníku Bezděz., svazek 1-20 (1990-2011), Česká Lípa, Vlastivědný spolek Českolipska, Státní okresní archiv Česká Lípa, Vlastivědné muzeum a galerie v České Lípě, 2011
- Novinové články Ladislava Smejkala, Bezděz, 32, 2023, s. 101–119

### Drobné články s regionální tematikou
- Tisk v dějinách Českolipska I. Bez písma by nebylo kultury. Českolipský Nástup, 25, 1975, č. 27.
- O heraldice našich měst. Českolipský Nástup, 27, 1977, č. 6.
- Českolipská fotografická tradice. Forbína, 1981, č. 2.
- Výroba automobilů v Zákupech, Průboj, 1982, 16. 10. 1982.
- Záchrana údolí Peklo roku 1881. Průboj, 38, 1986, č. 51.
- Výroba automobilů Gatter v Zákupech. Českolipský Nástup, 36,1986, č. 32, 33.
- Kdo byl Vilibald Gatter. Auto a moto veterán. 1986, č. 8.
- Řemeslná výroba v Kravařích. Nové Kravaře, 1986, č. 50, s. 20-21.
- Správa městečka Kravaře v 16. - 17. století. Nové Kravaře, 1986, č. 50, s. 20.
- Novoborská privilegia v Okresním archivu Česká Lípa. Zpravodaj Klubu přátel historie Nový Bor, 1987, č. 2, s. 1-2.
- Renesanční náhrobky ve Stvolínkách. Kulturní listy Litoměřického okresu, 1988, s. 19-21.
- Rok 1848 na Českolipsku. Českolipský Nástup, 38, 1988, č. 30, 31, 32, 33, 34.
- Domov zvaný Českolipsko. Českolipský Nástup, 40, 1990, č. 27, 28, 29, 30.
- Cechy a řemeslná výroba v České Lípě. Zpravodaj Česká Lípa, 1990, č. 7-8, s. 11-13.
- Exkurse do archivu. Zpravodaj Česká Lípa, 1990, č. 7-8, s. 9-11.
- Počátky Kamenického Šenova a jeho sklářská tradice. Českolipské listy, 1991, č. 24.
- K 100. výročí úmrtí Viléma Horna. Názor. Čtrnáctideník pro Českou Lípu, 1991, č. 15.
- Zkáza vodního hradu. Příspěvek k neslavnému jubileu. Názor. Čtrnáctideník pro Českou Lípu, 1992, č. 5, 6, 7, 8, 9, 10.
- Jak se rodí městská vlajka. Názor. Čtrnáctideník pro Českou Lípu, 1992, č. 13.
- Cechy a společenstva v České Lípě. Názor. Čtrnáctideník pro Českou Lípu, 1992, č. 2-6, 8-21; 1993, č. 1, 2, 4, 5.
- Napoleon v Jablonném v Podještědí. Českolipský deník, 1,1993, č. 108, s. 10.
- Stalin v Pekle. Bezděz, 7, 1998, s. 221-223.
- Reliéf Richarda Wagnera v Pekle. Bezděz, 8, 1999, s. 315.
- O starobylém městě Jablonném v Podještědí. Sedm set padesát let od první zmínky. Jizerské a Lužické hory, 1999, č. 3, s. 4.
- Svatba Františka Ferdinanda d´Este v Zákupech. Bezděz, 9, 2000, s. 439-442.
- Osudy kamenickošenovského městského archivu. 1 - 3. Šenovské listy, 2002, č. 1-2, s. 13-14, č. 3, s. 7-8, č. 4, s. 6
- Dislokace vojenských orgánů a útvarů československé armády v letech 1918-1938 na Českolipsku. Bezděz, 11, 2002, s. 317-319.
- Počátky osídlení Kravařska - založení obce a osad v okolí. Obecní noviny Kravař v Čechách, 2003, červen, s. 3.
- Změna v územním rozsahu okresu Česká Lípa, Bezděz 16, 2007, s. 283-286